# Antun Palić
Antun Palić (n. 25 iunie 1988, Zagreb, Republica Socialistă Croația, RSF Iugoslavia) este un fotbalist croat retras din activitate, care a jucat pe post de mijlocaș la echipe ca Dinamo, AEK Larnaca și NK Croatia Sesvete. Pe plan internațional, are prezențe la națională pentru Croația U-19⁠(d), Croația U-20⁠(d) și Croația U-21⁠(d).
Produs al academiei lui NK Zagreb, Palić a fost împrumutat la echipa de liga a 3-a NK Lucko, unde și-a petrecut primul sezon la seniori. După revenirea la Zagreb, acestuia i-a fost reziliat contractul fără a apuca să debuteze.
În iulie 2008, acesta a semnat primul sau contract de profesionist cu echipa Croația Sesvete, pentru care a jucat 31 de meciuri în următorul an și jumătate înainte să semneze cu NK Inter Zaprešić în ianuarie 2010. După un an petrecut la Zaprešić, Palić a fost transferat de Dinamo Zagreb, acesta semnând un contract pe 4 ani și jumătate, dar primind prea puține șanse să joace, a semnat cu AEK Larnaca. Au urmat apoi transferurile la Bangkok United și Krka.
A jucat la Dinamo București între 2015 și 2017, precum și în primăvara lui 2018.
Ca internațional, Palić a reprezentat Croația la toate grupele de juniori.